# Earl Carroll (zanger)
Earl "Speedo" Carroll (New York, 2 november 1937 – aldaar, 25 november 2012) was een Amerikaanse rhythm-and-blueszanger. Hij was de leadzanger van de doowopgroep The Cadillacs en werd later lid van The Coasters.
Carroll groeide op in Harlem en luisterde naar rhythm & bluesgroepen als The Orioles, die hij ook zag optreden in Apollo Theater. In 1953 ontstond de groep The Carnations en in 1954 maakte de groep, nu The Cadillacs geheten, hun eerste opnames, waaronder "Gloria", dat een hit werd. In 1954 volgde de single "Speedo", dat dankzij een optreden in de kerstshow van Alan Freed een grote hit werd. The Cadillacs was een van de eerste groepen die met een uitgekiende choreografie optrad, in mooie pakken. Andere singles van de groep, zoals "Peekaboo" en "Girlfriend", deden het aanmerkelijk minder. In 1959 verliet hij de groep en in 1961 werd hij zanger bij The Coasters, waar hij twintig jaar zou zingen.
In 1979 werd hem gevraagd The Cadillicas opnieuw op te richten voor een commercial, waarna hij weer met de groep ging optreden, met Bobby Philips, een zanger die al lid was toen de groep nog The Carnations heette. In 1982 werd hij conciërge op een lagere school, maar trad ook daarna nog op, in het weekend, en bijvoorbeeld in het Apollo Theater toen dat zijn vijftigste jaar vierde. Hij inspireerde een kinderboek, getiteld "That's Our Custodian" ("Dat is onze conciërge") van Ann Morris. Nadat hij met werken op school stopte, in 2005, bleef hij nog wel optreden.